# Dyhrnowie

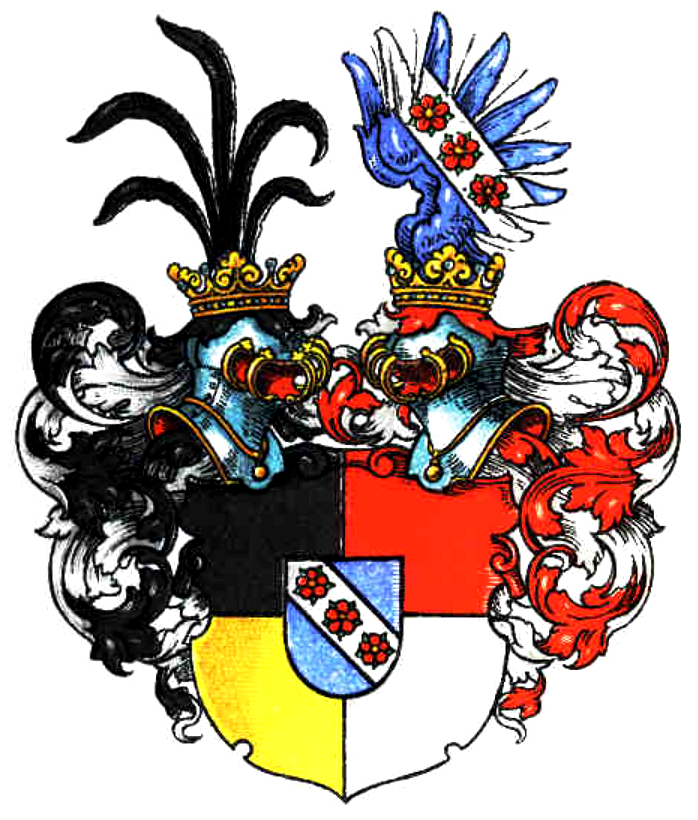
Herb Dyhrnow

Dyhrnowie (lub Dyherrnowie) – śląski ród arystokratyczny, pochodzący z Saksonii. Rodzina Dyhrn była
jednym z najważniejszych arystokratycznych rodów niemieckich w Prusach.

## Dzieje
Założycielem rodu był Konrad von Dyhrn (wymieniony w 1276 roku) z Miśni, który przybył do Głogowa. 
Siedziby rodu:
- Lipka (Schönau)
- Mirocin Górny (Ober Herzogswaldau)
- Zabór (Saabor)
- Jemielna (Gimmel)
- Orsk (Urschkau)
- Żeleźnik (Eisenberg)
- Ciepielów (Tschöplau)
- Studzieniec (Streitelsdorf)
- Radzowice (Reesewitz)
- Wodzisław (Loslau)

W 1653 r. Dyhrnowie uzyskali tytuł baronowski a w 1697 r. hrabiowski – w tym roku uzyskali tytuły hrabiów cesarstwa: Reichsgrafen von Dyhrn, Reichsfreiherren zu Schönau.
Od 1660 r. byli panami na zamku a także miasta Brzeg Dolny (Dyhernfurth).
Członkowie różnych gałęzi rodziny mieszkali na Śląsku, w Brandenburgii, na Pomorzu, w Saksonii, we Francji oraz w Afryce i w Stanach Zjednoczonych. Potomkowie rodziny mieszkają obecnie w Australii, Słowenii, we Włoszech, Szwajcarii oraz w Azji.

## Ważniejsi członkowie rodu
- Amalie Friedrike Wilhelmine von Dyherrn-Czettritz (1790-1866), baronowa, filantropka
- Anton Ulrich von Dyhrn und Schönau (1704–1768), baron, marszałek wirtembersko-oleśnicki, krajowy kapitan Śląska i wielki właściciel ziemski
- Georg von Dyherrn (1848–1878), baron, poeta i pisarz
- Georg Abraham von Dyherrn (1620–1671), baron, kanclerz Śląska i filantrop
- Konrad Adolf von Dyhrn-Schönau (1803–1869), hrabia, polityk i pisarz
- Johannes von Dyhrn (1400–1460), biskup Lubusza i łużycki archidiakon
- Georg Carl von Dyhern (1710–1759), baron, saksoński generał i minister
- Melchior Sylvius von Dyhrn-Schönau (1663–1726), hrabia, kanclerz Śląska i polityk
- Rudolphine von Dyhrn-Schönau (1745-1802), baronowa, jej wnukiem był Guido Henckel von Donnersmarck
- Hedwig Maximiliane von Dyhrn (1699-1747), hrabina, ur. hrabina Rechenberg, dama dwóru
- Alexandra von Dyhrn-Schönau (1873–1945), hrabina, historyk
- Antoinette Louise von Dyhrn-Schönau (1745–1820), baronowa, jej mężem był Karl Georg von Hoym
- Maria Magdalena von Dyhrn  (1713–1798), baronowa, jej synem był książę François Christophe Kellermann de Valmy
- Sophia von Dyhrn (1255/57-1323), metresa i księżna Legnicy, jej mężem był Bolesław II Rogatka
- Sophie Caroline von Dyhrn  (1722-1793), hrabina, właścicielka państwa wodzisławskiego, założycielka m.in. Marusz, Karkoszki, Zofiówki.
- Emilie von Dyhrn-Schönau (1811-1875), hrabina, jej mężem był Gustav Freytag